# 扎西岗乡 (墨竹工卡县)
扎西岗乡（藏語：བཀྲ་ཤིས་སྒང་），是中华人民共和国西藏自治区拉萨市墨竹工卡县下辖的一个乡镇级行政单位。

## 行政区划
扎西岗乡下辖以下地区：
扎西岗村、加尔多村、巴洛村、仁青林村、朗杰林村、吉古村和斯布村。